# Eviva España
Eviva España is een liedje geschreven door Leo Caerts (muziek) en Leo Rozenstraten (tekst). Samantha nam het in 1971 voor het eerst op, geproduceerd door Alain Lelièvre (single Basart BRI 247, B-kant: De zon schijnt voor allen). Het nummer groeide uit tot een wereldhit en is door tientallen artiesten gecoverd, van Imca Marina, die er een hit mee had in Nederland en Duitsland, tot Sylvia Vrethammar en James Last. Ook Bob Benny nam een versie van het nummer op, die verscheen op zijn album Diep In Mijn Hart (1980). Samantha zong zelf een Spaanse versie in die in Spanje een hit werd.
Het lied zou aanvankelijk Eviva el papa ("Leve de paus") gaan heten. Omdat Spanje toen opkwam als vakantieland, werd de naam gewijzigd.
Wereldwijd zijn er van de - inmiddels meer dan 400 - verschillende versies meer dan 40 miljoen exemplaren verkocht; de versie van Samantha bracht het tot ongeveer 450.000 exemplaren. Soms is de titel gewijzigd in "Viva Espaná" of "Y Viva España", waarschijnlijk omdat "Eviva España" geen correct Spaans is. Het woord "eviva" betekent namelijk niets. De correcte schrijfwijze is "Que viva España". Het betekent "Lang leve Spanje!".
De Engelse reggaezanger Judge Dread nam in 1976 een "ondeugende" versie van het nummer op onder de titel Y Viva Suspenders op het album Last of the Skinheads.
De Nederlandse band Bertus Staigerpaip maakte in 1995 de parodie Zuipen in Spanje die een notering in de Tipparade behaalde. Manolo Escobar, een van de populairste volkszangers van Spanje had ook een groot succes met dit lied. In 1996 stond Sha-Na 13 weken in de Vlaamse Ultratop met een cover.